# Ebogo (Mengueme)
Pour les articles homonymes, voir Ebogo.
Ebogo est un village du Cameroun situé dans le département du Nyong-et-So'o et la Région du Centre. Il fait partie de la commune de Mengueme.

## Population
En 1963, Ebogo comptait 268 habitants, principalement des Enoah. Lors du recensement de 2005, on y a dénombré 319 personnes.

## Galerie

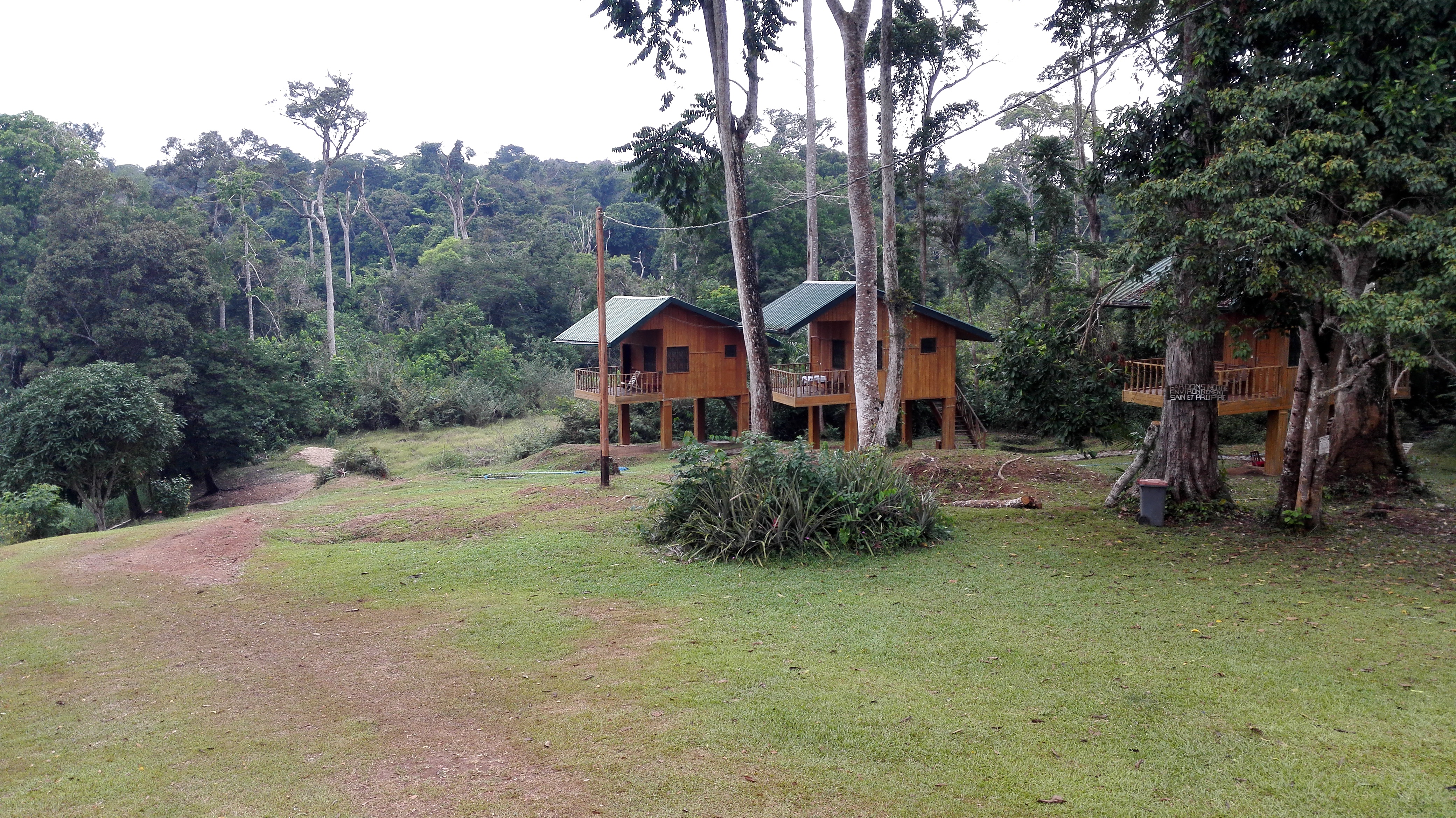
bungalows, Ebogo
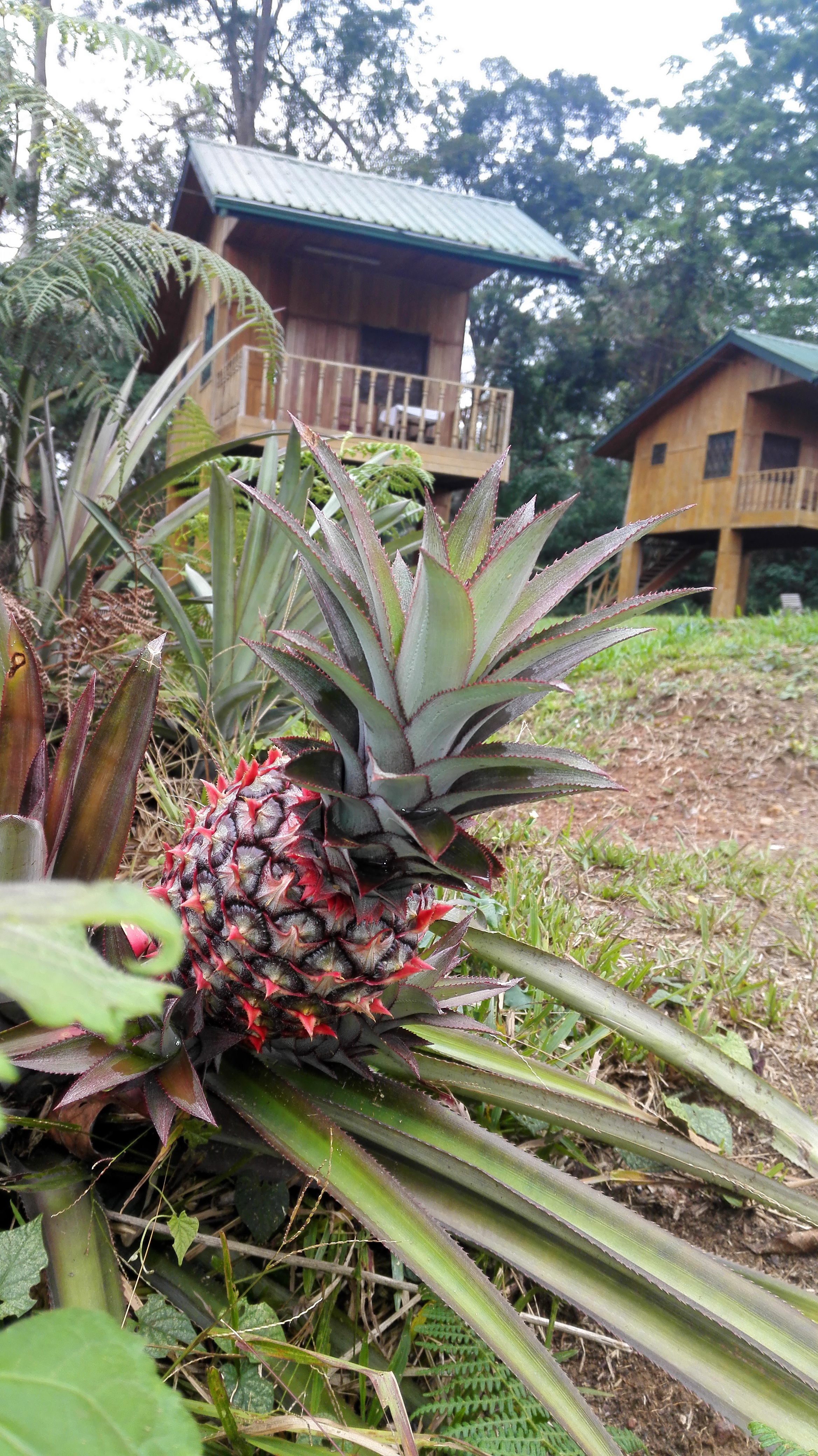
Bungalows
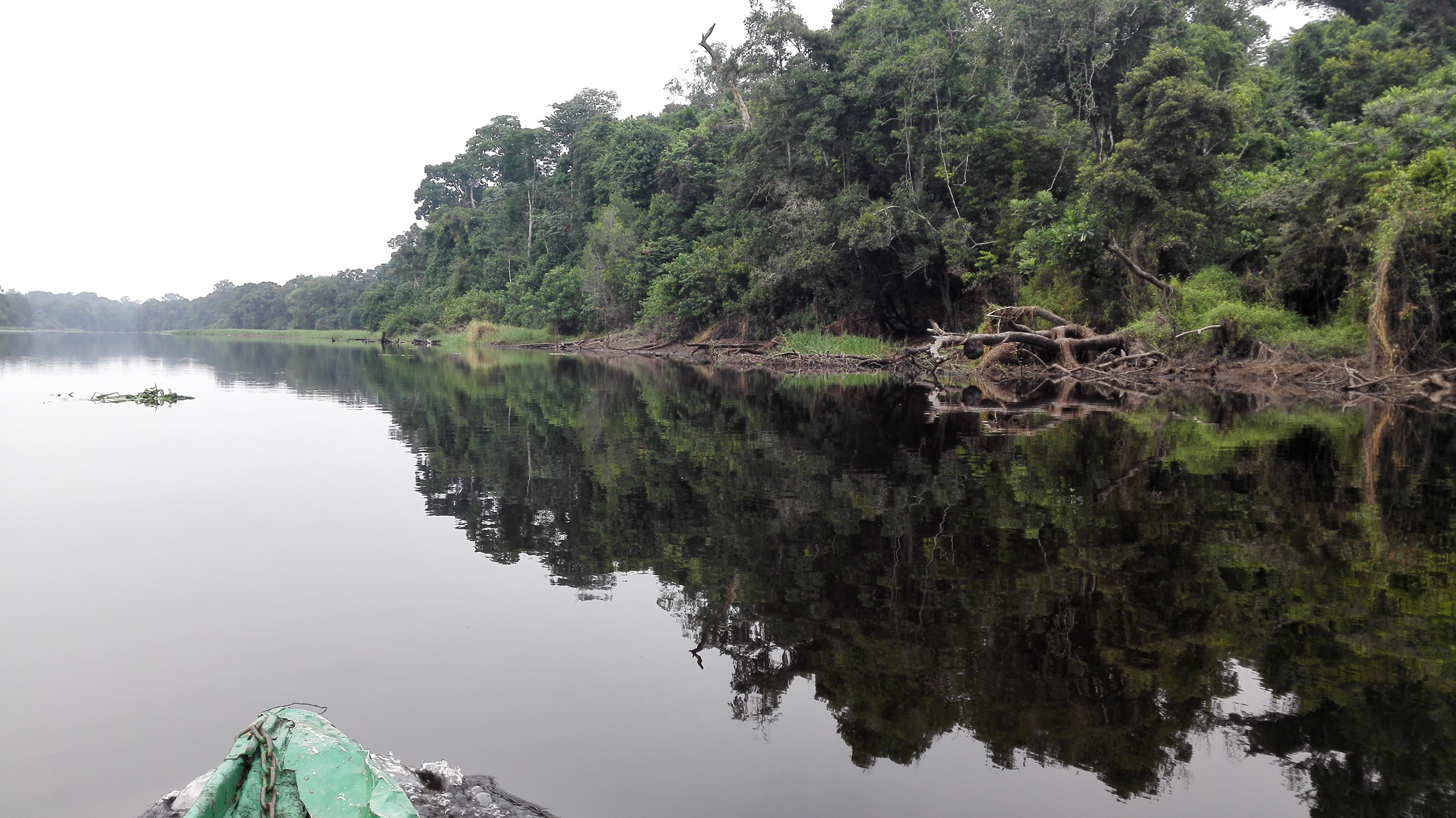
Balade sur le Nyong et So'o
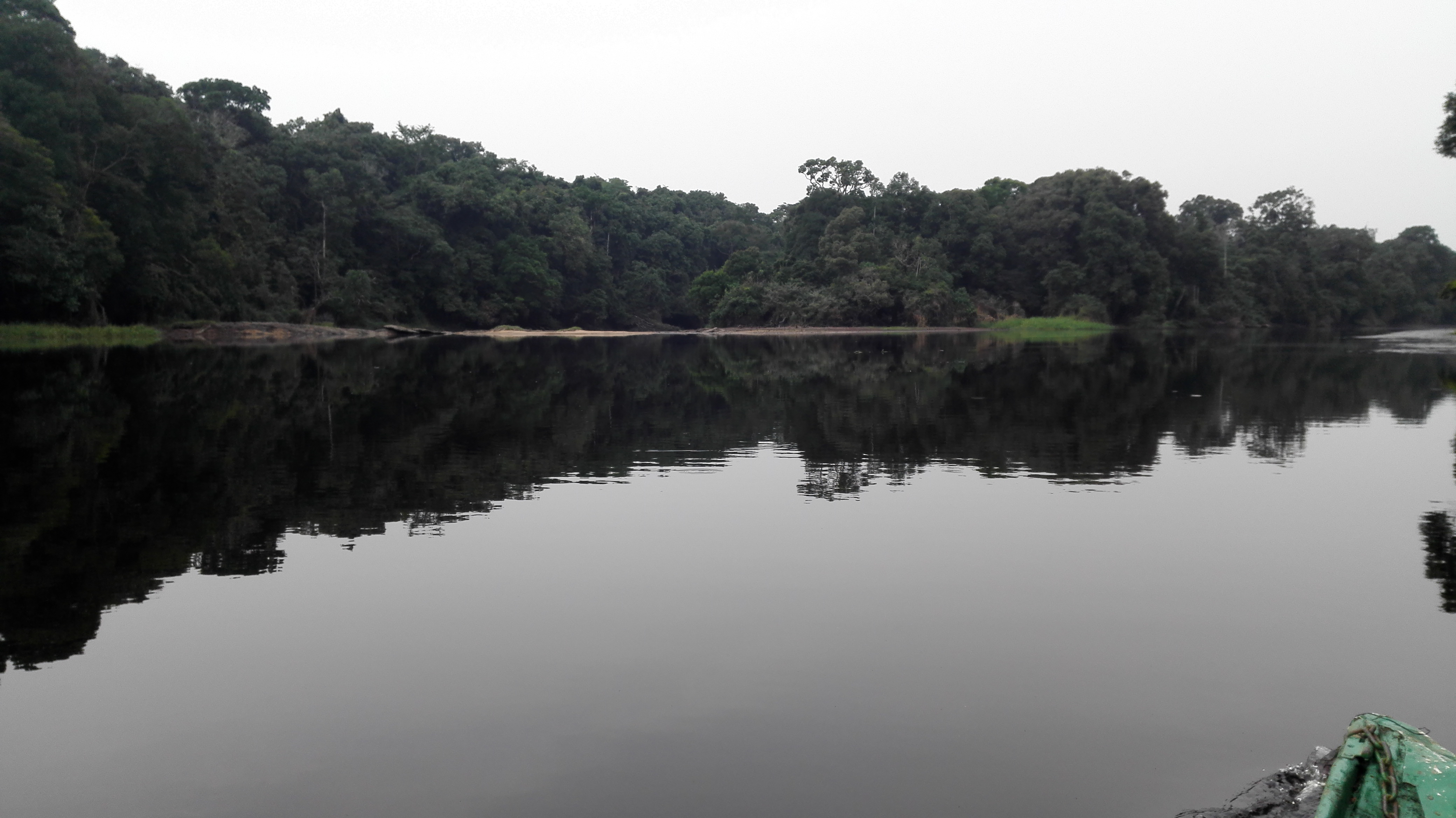
Nyong et So'o